# Dorma
DORMA GmbH + Co. KG — німецька компанія, виробник дверних систем і технологій, автоматичних дверей, дверних доводчиків, дверної фурнітури, дверних петель, дверних ручок, замків і супутніх товарів. Заснована у 1908 році Рудольфом Манкелем і його родичем Вільгельмом Доркеном в Еннепеталі (Німеччина) під назвою Dörken & Mankel KG.
Компанія DORMA має представництва у 50 країнах світу та володіє крупними промисловими підприємствами в Європі, Сінгапурі, Малайзії, Китаї, Північній і Південній Америці. Кількість працівників складає 7 410 (на 2015).